# Zgodovina Armenije
Armenija leži v visokogorju, ki obdaja svetopisemsko goro Ararat. Prvotno armensko ime države je bilo Hajk, pozneje Hajastan (armensko այաստան), prevedeno kot dežela Hajka in je sestavljeno iz imena starodavnega mezopotamskega boga Haja (ha-ià) in perzijske pripone - stan ('zemljišče'). Zgodovinski sovražnik Hajka (legendarni vladar Armenije), Hajastan, je bil Bel, oziroma z drugimi besedami Baal (akadski sorodnik Bēlu).
Ime Armenija so državi podelile okoliške države, tradicionalno pa izvira iz Armenaka ali Arama (Hajkov prapravnuk in drugega voditelja, ki je po armenski tradiciji prednik vseh Armencev). V bronasti dobi je na območju Velike Armenije cvetelo več držav, med njimi Hetitsko cesarstvo (na vrhuncu moči), Mitani (Jugovzhodna zgodovinska Armenija) in Hajaša-Azi (1600–1200 pr. n. št.). Kmalu po Hajaša-Azi so bili Nairi (1400–1000 pr. n. št.) in Kraljevina Urartu (1000–600 pr. n. št.), ki so zaporedno vzpostavili svojo suverenost nad Armenskim višavjem. Vsak od zgoraj omenjenih narodov in plemen je sodeloval v etnogenezi armenskega ljudstva. Erevan, sodobna prestolnica Armenije, sega v 8. stoletje pred našim štetjem, ko je kralj Argišti I., leta 782 pred našim štetjem, v zahodnem skrajnem delu Araratske planote ustanovil trdnjavo Erebuni. Erebuni je bil opisan kot »zasnovan kot veliko upravno in versko središče, popolnoma kraljevska prestolnica«.
Kraljestvo Urartu (asirsko za Ararat) iz železne dobe je nadomestila rodbina Orontidov. Po perzijski in kasnejši makedonski vladavini je rodbina Artaksiadov iz leta 190 pred našim štetjem ustvarila Kraljevino Armenijo, ki je dosegla vrhunec svojega vpliva pod Tigranom II., preden je padla pod rimsko oblast.
Leta 301 je bila Arsakidska Armenija prvi suvereni narod, ki je sprejel krščanstvo kot državno vero. Armenci so kasneje padli pod bizantinskoˇ, sasanidsko Perzijo in islamsko hegemonijo, vendar so svojo neodvisnost ponovno vzpostavili z armensko kraljevino rodbine Bagratidov. Po padcu kraljestva leta 1045 in poznejšem Seldžuškem osvajanju Armenije leta 1064 so Armenci ustanovili kraljestvo v Kilikija, kjer so podaljšali svojo suverenost do leta 1375.
Od začetka 16. stoletja je v Veliko Safavidsko perzijsko oblast spadala Velika Armenija; vendar je Vzhodna Armenija skozi stoletja ostala pod perzijsko oblastjo, medtem ko je Zahodna Armenija padla pod osmansko oblast. Do 19. stoletja je Vzhodno Armenijo osvojila Rusija, Velika Armenija pa je bila razdeljena med Osmansko in Rusko cesarstvo.
V začetku 20. stoletja so Armenci trpeli v genocidu, ki jim ga je povzročila turška osmanska vlada, v katerem je bilo ubitih 1,5 milijona Armencev, mnogo več pa jih je bilo razpršenih po vsem svetu prek Sirije in Libanona. Armenija je od takrat, kolikor je ustrezala večjem delu Vzhodne Armenije, ponovno pridobila neodvisnost leta 1918 z ustanovitvijo Prve republike Armenije in leta 1991 Republike Armenije.

## Prazgodovina
Ostanki kamnitega orodja, najdenega pod Aragacom, pričajo o človeški prisotnosti že pred 600.000 do 800.000 leti, noži in konice kopij pa segajo približno 40.000 do 100.000 let pred sedanjostjo. Pred približno 12.000 leti je v dolini Arasa prišlo do prehoda iz nabiralniško - lovskega gospodarstva na kmetijstvo. Med 5000 in 7000 leti pred sedanjostjo so stari najstarejši petroglifi (v skale vklesane risbe) v gorovju Gegham zahodno od Sevanskega jezera. Ti petroglifi med drugim dokazujejo, da so si v času njihovega nastanka med lovom že pomagali s psi in da so ujete živali poskušali tudi udomačiti.
Znano je tudi, da so v dolini reke Aras nastala prva utrjena naselja, kjer so že uporabljali kovine, kar so omogočale rudne zaloge. Najprej so obdelovali baker in bron, pred približno 5000 leti pa tudi železo. Najdeni so bili tudi lončeni izdelki z vzorci, ki spominjajo na minojsko kulturo s Krete.
Že nekateri petroglifi nakazujejo, da so opazovali in častili nebesna telesa, predvsem Sonce. V Metsamorju (v današnji provinci Armavir) je še vedno ohranjen približno 4800 let star kamnit observatorij za opazovanje zvezde Sirij. Blizu današnjega Sisiana v južni provinci Sjunik) je arheološko najdišče Zorac Karer ali Carahunge, kjer so odkrili kamne z izvrtanimi luknjami, ki so, tako domnevajo, morda omogočale sledenje Sončevih in Luninih faz. Po nekaterih domnevah naj bi ravno v tistem času v Armeniji prvi poimenovali znamenja zodiaka. Za vse živali, po katerih se ta znamenja imenujejo, z izjemo leoparda se namreč zagotovo ve, da so v tistem času živele na ozemlju Armenije.

## Železna doba
Predniki današnjih Armencev naj bi se na to območje priselili okoli leta 1165 pr. n. št. Po pisanju Herodota in Evksodija sodeč naj bi bili sorodni Frigijcem, ki so v tistem času naseljevali severni del današnje Turčije. V 9. stoletju pr. n. št. so se krajevni vladarji najverjetneje zaradi asirskih vpadov povezali v kraljestvo Urartu, ki je obsegalo večji del Anatolije in večino današnje Armenije. Kralj Sarturi I. je za prestolnico izbral mesto Tušpa (današnji Van v Turčiji). Argrišti I. je zasedel območje današnjega mesta Gjumri, njegovi nasledniki pa vse do Sevanskega jezera.
Urartska mesta so bila obzidana in med seboj povezana s cestami. Poleg tega so bile postavljene še številne trdnjave. Razvita je bila obdelava kovin in zgrajeni so bili številni namakalni sistemi. Kraljestvo je bilo večinoma samozadostno, le kositer (za izdelavo brona) so uvažali iz Afganistana. Najdeni kosi svile nakazujejo možnost trgovskih stikov s Kitajsko.
Urartčani so verovali v kar 63 bogov in 16 boginj. Najpomembnejši je bil bog vojne Tušpa, ki je temu primerno »prejel« največ žrtvovanih živali, kar trikrat več od najbližjega »zasledovalca«
Zaton Urarta se je pričel z napadi Asircev in drugih sosedov v 7. stoletju pr. n. št, dokončno pa so ga okoli leta 590 pr. n. št. uničili Medesi. Danes na Urartu spominja ime gore Ararat.

## Antika

### Tuja nadvlada
V 6. st. pr. n. št. so ozemlje Armenije zasedli perzijski Ahemenidi pod vodstvom Dareja I. Velikega. Perzijci sicer niso vsiljevali svoje kulture in vere, so pa odpravili vso avtonomijo. Leta 331 pr. n. št. je Aleksander III. Veliki premagal Perzijce in na njihovem ozemlju vključno z Armenijo obdržal upravni sistem s satrapi. Armenski satrap je postal Mitrenes, verjetno potomec odstavljenega perzijskega kralja Oronta, in se okronal za kralja Armenije. Po Aleksandrovi smrti (323 pr. n. št.) so se vneli boji za nasledstvo. Leta 301 pr. n. št. je armenski satrap postal Selevk, dejanska oblast pa je ostala v rokah Mitrenesovih naslednikov. Okoli leta 200 pr. n. št. je satrap Antioh odstavil Oronta IV. in leta 189 pr. n. št. napadel takrat že rimsko Grčijo. V bitki pri Magneziji je bil poražen, Rim pa je njegove generale za nagrado, ker so prestopili na rimsko stran, imenoval za kralje neodvisne Armenije.

### Drugo kraljestvo in Rimljani
Leta 95 pr. n. št. je kralj Tigran Veliki prvič po zatonu Urarta osvojil nekaj ozemlja med Sevanskim jezerom in današnjo mejo z Iranom. Tigrana je tast, pontski kralj Mitridat, vpletel v tretjo pontsko - rimsko vojno. Po obleganju Tigranove nove prestolnice Tigranocerta leta 69 pr. n. št., ko se je njegov sin povezal s Pompejem, je Tigran moral sprejeti Pompejeve pogoje. Pompej je nekoliko zmanjšal armensko ozemlje in za kralja postavil Antioha I., daljnega Darejevega sorodnika. V naslednjih 8 desetletjih je Armenija sicer bila neodvisna, le kralje so potrjevali Rimljani. Leta 50 Rimljani niso mogli preprečiti Tiridatu I. zasedbe armenskega prestola. Po dolgoletnih bojih je leta 63 prišlo do kompromisa: Trdat je lahko postal kralj, okronal pa ga je rimski cesar Neron.
Leta 114 je Trajan osvojil Armenijo, že čez dve leti pa so se Rimljani morali umakniti. Leta 253 so Armenijo osvojili perzijski Sasanidi in jo obdržali do leta 298, ko so Rimljani premagali Perzijo.

### Pokristjanjenje
Na koncu 3. stoletja je Armeniji z rimskim privoljenjem vladal Tiridat IV. Armenski, da bi branil Rimsko cesarstvo pred Perzijci. Kot drugod po širšem območju, so se kristjani pojavili tudi v Armeniji, vendar so bili do obdobja Tiridata IV. v manjšini in nevplivni, kajti večina prebivalstva je pripadala zoroastrstvu. Armenija je kot prva država sprejela krščanstvo kot državno vero. Največkrat se za letnico tega dogodka omenja leto 301 (torej še pred Dioklecijanovim preganjanjem kristjanov), vendar tega ni mogoče zanesljivo dokazati, zagotovo pa je do tega prišlo najkasneje do leta 314, ko je Konstantin I. Veliki dovolil krščanstvo, in po nekaterih teorijah se mu je Trdat takrat poskušal prikupiti.
Po uradni zgodbi, ki je bila zapisana šele okoli leta 460, je Trdat IV. poskušal spreobrniti svojega uradnika Gregorja Razsvetitelja, ki se je že pokristjanil. Ker mu to ni uspelo, ga je obtožil, da je ubil njegovega očeta in ga za 12 let zaprl v votlino, kjer danes stoji samostan Khor Virap, ga mučil in vmes preganjal ostale kristjane. Gregor je vsa mučenja preživel. Ko je Trdatova sestra v sanjah doživela razodetje, je popustil, sprejel krščanstvo za državno vero, Gregor pa je postal cezarejski škof.
Zaradi vprašanja monofizitzma se je armenska apostolska cerkev leta 451 ločila od takrat še enotne krščanske cerkve (gl. članek Armenska apostolska cerkev).
Prehod Armencev na krščanstvo ni bil enostaven in hiter, saj je zahteval spremembo marsikatere navade. Zaratustrstvo je npr. dovoljevalo poligamijo in poroke med sorodniki, ki jih najverjetneje niso povsem izkoreninili niti do leta 444, ko so na koncilu obsodili to početje, še celo leta 768 pa so na drugem koncilu tretjo poroko razglasili za greh.
Stoletje po sprejetju krščanstva je menih Mesrop Maštoc hotel prevesti Sveto pismo. Ugotovil je, da nobena do takrat znana pisava ni bila primerna za zapis vseh armenskih glasov. Zato je zasnoval povsem novo pisavo, ki se skoraj nespremenjena (dodali so ji le tri črke) uporablja še danes (gl. članek Armenska abeceda).

### Razdelitev Armenije
Leta 428 je bil odstranjen zadnji armenski kralj in Armenijo so si razdelili Rimljani ter Perzijci. V rimskem delu so dovolili poučevanje v armenščini, v perzijskem delu (ki mu je pripadla celotna današnja Armenija) pa so začeli siliti kristjane, naj se spreobrnejo v zaratustrstvo, in obdavčili krščansko cerkev. Armenci so se povezali s Huni in ob velikih izgubah premagali Perzijce ter tako dosegli obljubo o ukinitvi obdavčitve cerkve in o verski svobodi. Kljub temu so Perzijci usmrtili visoke cerkvene dostojanstvenike in do leta 484, ko je kralj umrl, favorizirali zaratustrstvo.
V 6. stoletju se je Bizantinsko cesarstvo začelo širiti na perzijsko ozemlje in leta 591 osvojilo zahodni del današnje Armenije. Kmalu zatem so Arabci premagali Perzijce in zasedli precej bizantinskih ozemelj. Tako je do leta 661 Armenija prišla pod arabsko nadvlado. Kljub obljubam o verski svobodi so Arabci vsiljevali islam. Predvsem za časa kalifa Omarja I. med leti 717 in 720, pa tudi pozneje, so uničevali krščanske podobe in uvedli posebne davke za nemuslimane. Kljub uporom se stanje ni izboljšalo in precej Armencev se je izselilo v Bizantinsko cesarstvo.

### Obnova kraljestva
Leta 884 je arabski kalif obnovil armensko kraljestvo. Kralj je postal Ašot I. iz rodbine Bagratidov. Med različnimi rodbinami so se vneli boji za oblast in do konca 10. stoletja je bila Armenija razdeljena na 5 kraljestev. Kljub vsemu pa to obdobje velja za dobo preporoda armenske književnosti, izobraževanja in gradnje cerkva. Razdeljena Armenija se ni mogla upreti bizantinski osvojitvi, vendar je bila njihova nadvlada kratkotrajna. Leta 1071 so seldžuški Turki z zmago napovedali začetek zatona Bizantinskega cesarstva in vzpostavili oblast nad Armenijo, kar je sprožilo nov val izseljevanja Armencev, tokrat v Gruzijo, Ukrajino in Sirijo. Na egejski obali današnje Turčije je nastalo armensko kraljestvo Kilikija in se obdržalo do leta 1357, ko so ga osvojili mameluki (turška rodbina iz Egipta). Leta 1204 je Seldžuke začela napadati in jih tudi premagala Gruzija s precej izseljenimi Armenci v svojih vrstah. Na to obdobje še danes spominjajo gruzinski vplivi v cerkveni arhitekturi v današnji severnoarmenski provinci Lori. Že leta 1244 so Armenijo osvojili Mongoli in z uvedbo visokih davkov spodbudili precej uporov. Leta 1304, ko je islam postal uradna vera v Mongolskem cesarstvu, pa so začeli še preganjati nemuslimane.
Tudi mongolska moč je kmalu oslabela in v drugi polovici 14. stoletja so jih mameluki postopoma izgnali in obenem zasužnjili na tisoče Armencev. Večina Armenije je prešla pod turkmensko rodbino.

## Srednji vek in sodobnost

### Rusija in Turčija
Zaradi svojega strateškega pomena se je zgodovinsko armensko domovanje Zahodne Armenije in Vzhodne Armenije nenehno bojevalo in prehajalo naprej in nazaj med Safavidsko Perzijo in Osmani. Na primer, na vrhuncu osmansko-perzijskih vojn, je Erevan zamenjal roke štirinajstkrat med letoma 1513 in 1737. Kljub temu je Veliko Armenijo v začetku 16. stoletja priznal šah Ismail I. Po Amasijevem miru iz leta 1555 je Zahodna Armenija padla v sosednje odmanske roke, medtem ko je Vzhodna Armenija ostala del Safavidske Perzije vse do 19. stoletja. Na njenem ozemlju je prišlo do spopadov med osmanskimi Turki in Perzijci, ki so se leta 1639 sporazumeli o delitvi Armenije. Ko so se ob začetku 18. stoletja v perzijskem delu povišali davki, je spet prišlo do množičnega izseljevanja Armencev, tokrat večinoma v Indijo. V južnem delu današnje Armenije (center je bil v Tatevu v današnji provinci Sjunik je izbruhnil upor pod vodstvom Davida Beka in ko so leta 1722 tja vdrle še ruske enote, je bilo perzijske oblasti kmalu konec. Leta 1724 sta si perzijski del razdelili Rusija in Turčija, Perziji pa je ostal le še Gorski Karabah.
V času Katarine II. Velike se je rusko širjenje nadaljevalo in do začetka 19. stoletja je Rusiji pripadlo ozemlje današnje Armenije in Azerbajdžana. Rusija je spodbujala priseljevanje kristjanov in izseljevanje muslimanov. Armenci, takrat zaradi številnih preganjanj raztreseni po Kavkazu in Mali Aziji so se še zlasti po nadaljnjih ruskih zmagah nad Perzijo in Turčijo začeli preseljevati v Erevanski kanat.
V krimski vojni je Rusija zasegla nekaj turške Armenije, vendar se je po porazu v tej vojni morala umakniti. V dogajanje se je vmešala še Združeno kraljestvo, ki jo je skrbela predvsem usoda trgovskih poti čez ozemlje današnje Turčije. Zato se je postavila na stran Turčije in obenem pritiskala nanjo, naj bolje obravnava krščanske manjšine, vključno z armensko.
V letih 1877 in 1878 je Rusija ponovno premagala Turčijo in leta 1878 so bili med njima podpisani trije sporazumi. V prvem je Turčija prepustila Rusiji precejšnje dele svojega ozemlja. V drugem je Turčija Združenem kraljestvu prepustila Ciper in v zameno dobila britansko pomoč pri obrambi ter obljubila povečanje pravic kristjanov. V tretjem, podpisanem julija v Berlinu, pa je Turčija dobila nazaj ozemlja, ki jih je malo prej zasedla Rusija, hkrati pa niso več veljale obljube, ki jih je glede varstva krščanskih manjšin dala Veliki Britaniji. Tako otomanske oblasti kot Kurdi so začeli preganjati Armence in približno pol milijona jih je umrlo v pokolih, ki se niso končali niti po letu 1908, ko so mladoturki začeli poturčevati preostanek otomanskega cesarstva. Tudi v ruskem delu Armenije razmere niso bile najboljše. Pričela se je rusifikacija Kavkaza, zaprli so šole, društva in knjižnice, zasegli cerkveno lastnino in v tisku cenzurirali omembo armenskega naroda. To je sprožilo še en val izseljevanja, tokrat v glavnem v Severno Ameriko.

## Genocid
Rusija in Turčija sta vstopili v prvo svetovno vojno na nasprotnih straneh. Turki so v Armencih kmalu videli rusko peto kolono. Februarja 1915 so vseh 60.000 mobiliziranih armenskih vojakov zaprli v delovna taborišča in jih pozneje pobili. Armencem iz bližine fronte (podobna usoda pa je doletela tudi tiste, ki so živeli daleč od frontne črte) so ukazali, naj pešačijo proti negostoljubnim puščavskim predelom Sirije in Mezopotamije, 24. aprila pa so v Konstantinoplu in drugih pomembnejših turških mestih aretirali in pobili armensko inteligenco.
Skupno je tako umrlo približno milijon in pol ljudi, preživeli pa se po vojni niso mogli vrniti domov in so ze tako izselili bodisi v ruski del Armenije bodisi v Zahodno Evropo, Severno Ameriko in Avstralijo.
Te rane med Armenijo in Turčijo še danes niso povsem zaceljene in še vedno vplivajo na odnose med državama. Armenija vztraja, da so dogodki bili skrbno načrtovani in da se jih tako lahko označi samo kot genocid. To stališče je v letih 1985 in 1986 zavzela tudi OZN, leto kasneje pa še Evropski parlament. Turčija po drugi strani še danes trdi, da to ni bil genocid in da so le nekateri poveljniki 'šli nekoliko predaleč'. Nekateri armenski izseljenci so v drugi polovici 20. stoletja s terorističnimi napadi neuspešno poskušali prepričati Turčijo, naj spremeni stališče.
Kakorkoli že, jasno pa je, da je mednarodna skupnost vedela za te dogodke, a ni reagirala drugače (z izjemo ameriškega veleposlanika) kot z mlačnimi protesti veleposlanikov. To je spodbudilo tudi Hitlerja, da je v pripravah na »dokončno rešitev judovskega vprašanja« izjavil: »Kdo pa dandanes sploh še omenja iztrebljenje Armencev?«

## Prva republika
Po oktobrski revoluciji novembra 1917 so se ruske čete začele umikati z bojišč, tudi iz turškega dela Armenije. 24. aprila 1918 so v Moskvi ustanovili Kavkaško federacijo, ki je zaradi mednacionalnih razlik kmalu razpadla. Turčija je kmalu napadla Armenijo z zahoda, z vzhoda in severa pa menjševiki in Turki iz Azerbajdžana. Turki so 15. maja zasedli Aleksandropol (današnji Gjumri) in se usmerili proti Erevanu, vendar so bili 24. maja poraženi pri Sardarapatu. 28. maja je gibanje Dašnak ustanovilo neodvisno Republiko Armenijo, ki je spočetka vključevala tudi Nahičevan in Gorski Karabah, vendar so ju izločili že 4. junija, ko sta Armenija in Turčija v Batumiju podpisali premirje. Vprašanje teh dveh območij se je znova odprlo jeseni, ko je Turčija kapitulirala. Sporazum iz Sèvresa iz avgusta 1920 je obetal priključitev ozemelj na vzhodu današnje Turčije, vendar je bil sporazum o strmoglavljenju sultanovega režima razveljavljen. Že mesec po tem je Turčija znova zasegla dele armenskega ozemlja in ker so že aprila začeli vdirati tudi boljševiki, je bilo armenske neodvisnosti konec. Sprejeli so boljševiško nadvlado, ki je takrat edina jamčila obrambo proti Turčiji in 29. novembra 1920 je Armenija bila vključena v Transkavkaško sovjetsko federativno socialistično republiko.
Lenin je iz dveh razlogov popuščal Turčiji in ji dodelil dele Armenije, npr. Kars in Ani. Prvi vzrok je bil v tem, da je Lenin takrat upal, da bo nova Atatürkova Turčija postala socialistična, poleg tega pa je bilo na obnovljenih mirovnih pogajanjih Združeno kraljestvo precej bolj naklonjeno Turčiji in se nagibalo k možnosti, da bi Zakavkazje postalo turški protektorat. Tako je Lenin hotel čim prej končati pogajanja s Turčijo in si zagotoviti naftna polja v Bakuju. Leta 1923 je Lausannski sporazum dokončno nadomestil mirovno pogodbo iz Sèvresa in dokončno zakoličil mejo med Sovjetsko zvezo in Turčijo.

## Sovjetska zveza
V grško-turški vojni, ki je sledila prvi svetovni vojni, je Lenin podprl Turčijo in ji zaradi upanja, da bo Atatürk uvedel socializem po sovjetskem modelu, obljubil, da bo Azerbajdžanu dodelil Nahičevan, Gorski Karabah in ozemlje današnje južne Armenije med obema ozemljema. V južnoarmenskih področjih Zangezur in Sjunik je izbruhnil upor pod vodstvom Garegina Nždeha (ki se je pred tem prekalil v bolgarski borbi za osvoboditev izpod Turčije, pozneje pa se je pogajal s Hitlerjem v upanju, da bo ta dele Turčije ponovno dodelil Armeniji), ki ga nista mogla zadušiti niti Turčija niti Rdeča armada. Pat položaj se je končal po Leninovi obljubi (ki je med tem tudi obupal nad Atatürkom), da bosta omenjeni provinci pripadli Armeniji.
Med letoma 1921 in 1924, v času Leninove nove ekonomske politike, je Armenija doživela kulturni in intelektualni preporod, kajti kar nekaj intelektualcev se je vrnilo, arhitekt Aleksander Tamanjan je središču nove prestolnice Erevan (kjer je nastala tudi univerza) vdahnil današnjo podobo. Leta 1923 je Stalin, takrat komisar za narodnosti, dokončno razmejil bodoči republiki Armenijo in Azerbajdžan. Slednjemu je tako dodelil Gorski Karabah in Nahičevan, poleg tega pa je obema bodočima republikama dodelil še nekaj enklavic na ozemlju druge bodoče republike. Te meje so obveljale leta 1936, ko je bila Transkavkaška sovjetska federativna republika razpuščena in so na njenem ozemlju nastale republika Gruzija, Armenija in Azerbajdžan].
Vsaj 100.000 Armencev je postalo žrtve Stalinovih čistk. Do sredine 30. let so zaprli vse cerkve na tem območju z izjemo katedrale v Ečmiadzinu, leta 1938 je bil umorjen katolikos, zatem pa so zaradi »buržuaznega nacionalizma« obsodili na smrt še celotno armensko politično vodstvo in precej intelektualcev.
Druga svetovna vojna ni segla v Armenijo, zato pa se je v vrstah Rdeče armade borilo okoli 630.000 Armencev, približno polovica jih je padla v bojih.
Po vojni je Armenija doživela naglo gospodarsko rast. Prebivalstvo Erevana je s 50.000 naraslo na 1.300.000, po republiki so zrasli obrati predvsem kemične industrije in Armenija je tako postala ena najbolj izobraženih in industrijskih republik Sovjetske zveze. Po letu 1947 so se znova pričele deportacije v gulage in trajale vse do Stalinove smrti.
V obdobju Gorbačova in njegove politike glasnosti je v ospredje prišel spor z Azerbajdžanom glede vprašanja Gorskega Karabaha (več o tem v posebnem članku), kar je povzročilo, da so se domala vsi Armenci in Azerbajdžanci iz teh dveh republik izselili v matični republiki. Z nafto bogati Azerbajdžan je uvedel ekonomsko blokado Armenije, ki se ji je pridružila tudi Turčija. Situacija se je še poslabšala konec leta 1988, ko je severozahod republike in še zlasti mesto Leninakan (danes Gjumri) opustošil potres in so zaradi mogočih poškodb morali zapreti jedrsko elektrarno Metsamor (v provinci Armavir).

## Neodvisnost
Na volitvah julija 1990 je zmagalo Armensko nacionalno gibanje, ki je nastalo iz Karabaškega komiteja. Voditelj tega gibanja Levon Ter-Petrosjan je postal predsednik armenskega vrhovnega sovjeta. Ta je izkoristil zvezno ustavo, ki je to formalno dopuščala, in razglasil neodvisnost od Sovjetske zveze ter se poskušal distancirati od spora glede Gorskega Karabaha. Po neuspelem državnem prevratu avgusta 1991, ko je postalo dokončno jasno, da bo Sovjetska zveza razpadla, je bil 21. septembra organiziran referendum, kjer se je velika večina Armencev izrekla za neodvisnost.
Armenija je maja 1992 podpisala sporazum o medsebojnem sodelovanju z Rusijo in še nekaterimi članicami novonastale Skupnosti neodvisnih držav. Rusija je tako začela dobavljati orožje, tako da je Armenija lahko v vojni, ki je zahtevala približno 25.000 žrtev, zasedla Gorski Karabah in še nekaj azerbajdžanskega ozemlja. Vojna se je končala s premirjem leta 1994.
Leta 1995 je bila sprejeta ustava, ki je uvedla predsedniški sistem. Naslednjega leta je bil Levon Ter-Petrosjan izvoljen za predsednika, Robert Kočarjan, nekdanji voditelj Gorskega Karabaha pa je postal predsednik vlade. Leta 1998 je Ter-Petrosjan odstopil in na njegovo mesto je bil izvoljen Kočarjan. Po parlamentarnih volitvah leta 1999, ko je zmagala opozicija, se je začelo obdobje politične nestabilnosti. Ubit je bil predsednik vlade Vagen Sarkisjan in še nekaj opozicijskih politikov. Ko je leta 2001 razpadla še vladna koalicija, je Kočarjan predlagal nekaj sprememb ustave, kar je spodbudilo masovne in neuspešne demonstracije, da naj odstopi. Leta 2003 je bil Kočarjan v sumljivih okoliščinah ponovno izvoljen za predsednika. V podobno sumljivih okoliščinah na parlamentarnih volitvah nekaj mesecev kasneje je večino dobila pro-Kočarjanova Republikanska stranka.
Spor z Azerbajdžanom se vse od podpisa premirja leta 1994 še ni premaknil z mrtve točke, zato pa se postopoma izboljšujejo odnosi s Turčijo. Med državama že obstaja neposredna letalska povezava in avtobusna zveza prek Gruzije. Meja je v tem trenutku še vedno zaprta, vendar naj bi se po napovedih kmalu odprla. Nekaj je k temu pripomogla armenska odpoved ozemeljskim zahtevam do Turčije, nekaj pa pritisk iz Bruslja na Turčijo, ki bi se rada približala Evropski uniji.

## 21. stoletje
V 21. stoletju se Armenija sooča s številnimi težavami. Popolnoma je prešla na tržno gospodarstvo. Ena študija jo od leta 2023 uvršča med 50. najbolj »ekonomsko svobodne« države na svetu. Njeni odnosi z Evropo, Arabsko ligo in Skupnostjo neodvisnih držav so Armeniji omogočili povečanje trgovine. Plin, nafta in druge zaloge prihajajo po dveh pomembnih poteh: Iran in Gruzija. Od leta 2016 je Armenija ohranjala prisrčne odnose z obema državama.
Armenska revolucija 2018 je bila serija protivladnih protestov v Armeniji od aprila do maja 2018, ki so jih organizirale različne politične in civilne skupine, ki jih je vodil član armenskega parlamenta — Nikol Pašinjan (vodja stranke Civilna pogodba). Protesti in pohodi so sprva potekali kot odgovor na tretji zaporedni mandat Serža Sargsjana kot predsednika Armenije, kasneje pa proti vladi, ki jo nadzoruje Republikanska stranka na splošno. Pašinjan je gibanje, ki je vodilo do Sargsjanovega odstopa, razglasil za žametno revolucijo.
Marca 2018 je armenski parlament za novega predsednika Armenije izvolil Armena Sarkisjana. Izvedena je bila kontroverzna ustavna reforma za zmanjšanje predsedniške moči, medtem ko je bila avtoriteta predsednika vlade okrepljena. Maja 2018 je parlament za novega premierja izvolil opozicijskega voditelja Nikola Pašinjana. Njegov predhodnik Serž Sargsjan je dva tedna prej odstopil po obsežnih protivladnih demonstracijah.
27. septembra 2020 je zaradi nerešenega spora v Gorskem Karabahu izbruhnila obsežna vojna. Tako oborožene sile Armenije kot Azerbajdžana so poročale o vojaških in civilnih žrtvah. Sporazum o prekinitvi ognja v Gorskem Karabahu za konec šesttedenske vojne med Armenijo in Azerbajdžanom so mnogi videli kot poraz in kapitulacijo Armenije. Celoletni protesti Pohoda dostojanstva so izsilili predčasne volitve.
20. junija 2021 je Pašinjanova stranka Civilna pogodba zmagala na predčasnih parlamentarnih volitvah. Vršilca dolžnosti premierja Nikola Pašinjana je na položaj premierja uradno imenoval armenski predsednik Armen Sarkisjan. Januarja 2022 je armenski predsednik Armen Sarkisjan odstopil s položaja in izjavil, da ustava predsedniku ne daje več zadostnih pooblastil ali vpliva. 3. marca 2022 je bil Vahagn Hačaturjan v drugem krogu parlamentarnih volitev izvoljen za petega predsednika Armenije. Naslednji mesec je izbruhnilo še več protestov.

## Knjige
- The Armenian People From Ancient to Modern Times: The Dynastic Periods: From Antiquity to the Fourteenth Century / Edited by Richard G. Hovannisian. — Palgrave Macmillan, 2004. — Т. I.
- The Armenian People From Ancient to Modern Times: Foreign Dominion to Statehood: The Fifteenth Century to the Twentieth Century / Edited by Richard G. Hovannisian. — Palgrave Macmillan, 2004. — Т. II.
- I. M. Diakonoff, The Pre-History of the Armenian People (revised, trans. Lori Jennings), Caravan Books, New York (1984), ISBN 0-88206-039-2.
- Fisher, William Bayne; Avery, P.; Hambly, G. R. G; Melville, C. (1991). The Cambridge History of Iran. 7. Cambridge: Cambridge University Press. ISBN 0521200954.